# Saint-Martin-sur-la-Chambre
Saint-Martin-sur-la-Chambre è un comune francese di 469 abitanti situato nel dipartimento della Savoia della regione dell'Alvernia-Rodano-Alpi.

## Società

### Evoluzione demografica
Abitanti censiti